# Itaballia
Itaballia is een geslacht in de orde van de Lepidoptera (vlinders) familie van de Pieridae (Witjes).
Itaballia werd in 1904 beschreven door Kaye.

## Soorten
Itaballia omvat de volgende soorten:
- Itaballia demophile - (Linnaeus, 1763)
- Itaballia marana - (Doubleday, 1844)
- Itaballia pandosia - (Hewitson, 1853)